# Duncan Campbell Scott

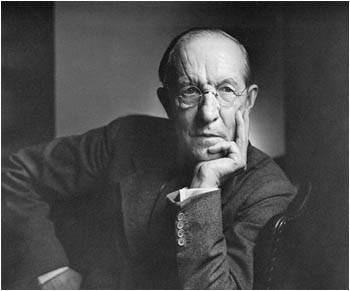
Duncan Campbell Scott (1933)

Duncan Campbell Scott (* 2. August 1862 in Ottawa; † 19. Dezember 1947 ebenda) war ein kanadischer Dichter und Erzähler.
Er wird, neben Charles G. D. Roberts, Archibald Lampman und Bliss Carman, zu den Confederation Poets (oder auch „Confederation Group“) gezählt, einer Gruppe von Lyrikern deren Werk das von der Konföderation inspirierte nationale Bewusstsein zum Ausdruck brachte.

## Leben
Scott musste seine schulische Ausbildung aus finanziellen Gründen nach dem Junior-College 1879 abbrechen und nahm eine Stelle beim Department of Indian Affairs and Northern Development an. Er arbeitete hier bis 1932 und hatte zuletzt die Stelle eines deputy superintendent inne.
Scott, der in seiner Jugend eine Klavierausbildung absolviert hatte, hatte zunächst musikalische Ambitionen. Erst Ende der 1880er Jahre begann er ermutigt von seinem Freund Archibald Lampman regelmäßige Beiträge für das Scribner's Magazine zu schreiben. 1892/93 verfasste er mit Lapman und William Wilfred Campbell eine wöchentliche Kolumne unter dem Titel At the Mermaid Inn für die Zeitschrift Globe. 1893 erschien sein erster Gedichtband The Magic House and Other Poems, dem sieben weitere folgten. Sein erster Band mit Kurzgeschichten erschien 1896 unter dem Titel In the Village of Viger.
In seinen Erzählungen und Gedichten thematisierte Scott häufig Leben und Kultur der indianischen Ureinwohner, die er auf Kanureisen in den Norden Ontarios mit seinem Freund Lapman in den 1890er Jahren kennenlernte. Nach dem Tod Lampmans 1899 betreute er die Herausgabe von mehreren seiner Gedichtbände.
Nach seiner Pensionierung 1932 unternahm Scott mit seiner zweiten Frau, der Schriftstellerin Elise Aylen, ausgedehnte Reisen durch Kanada, die USA und Europa, schrieb aber nur noch wenig. Sein letzter Gedichtband The Circle of Affection, and Other Pieces in Prose and Verse erschien 1947 wenige Monate vor seinem Tod.
Neben Erzählungen und Gedichten verfasste Scott auch eine Biographie John Graves Simcoes (1905) und ein Buch über Walter Joseph Philipps. Für das Ottawa Little Theatre schrieb er 1923 das einaktige Drama Pierre. Ein Roman erschien posthum 1979 unter dem Titel The Untitled Novel. Eine Sammlung von Kurzgeschichten wurde 2001 unter dem Titel The Uncollected Short Stories of Duncan Campbell Scott veröffentlicht.
Für seine literarische Arbeit wurde Scott vielfach geehrt. Er wurde 1899 Fellow, 1921 Präsident der Royal Society of Canada. Die University of Toronto verlieh ihm 1922, die Queen’s University 1939 einen Ehrendoktortitel, und 1927 erhielt er für seinen Beitrag zur kanadischen Literatur die Lorne Pierce Medal der Royal Society of Canada.

## Werke
- The Magic House, and Other Poems, 1893
- In the Village of Viger, Erzählungen, 1896
- The Magic House: Labor and the Angel, Gedichte, 1898
- New World Lyrics and Ballads, 1905
- Via Borealis, Gedichte, 1906
- Lundy's Lane and Other Poems, 1916
- Beauty and Life, Gedichte, 1921
- The Witching of Elspie : A Book of Stories., 1923
- The Poems of Duncan Campbell Scott, 1926
- The Green Cloister, Gedichte, 1935
- The Circle of Affection, and Other Pieces in Prose and Verse, 1947